# Discografia de Valesca Popozuda
A discografia de Valesca Popozuda, uma cantora e compositora brasileira, compreendedois extended plays, uma coletânea e diversas aparições em outros álbuns. Em 1 de agosto de 2013 Valesca lançou o seu primeiro single em carreira solo, "Beijinho no Ombro", tendo o videoclipe ultrapassado 690 mil visualizações no primeiro dia, um recorde até então no Brasil. No ano de 2014 assinou um contrato com a gravadora Universal Music. Em 3 de julho lançou "Eu Sou a Diva Que Você Quer Copiar", que também serviu como tema da campanha publicitária da empresa produtos de limpeza Veja. "Sou Dessas" e "Boy Magia" foram liberadas na sequência.

## Discografia

### Extended plays(EPs)
| Álbum               | Detalhes                                                                                       |
| ------------------- | ---------------------------------------------------------------------------------------------- |
| Singles             | - Lançamento: 14 de fevereiro de 2013 - Formatos: Download digital - Gravadora: Pardal Records |
| Valesca Popozuda    | - Lançamento: 16 de dezembro de 2014 - Formatos: Download digital - Gravadora: Pardal Records  |
| De Volta Pra Gaiola | - Lançamento: 14 de janeiro de 2019 - Formatos: Download digital - Gravadora: Independente     |
| Carnavalesca        | - Lançamento: 1 de março de 2019 - Formatos: Download digital - Gravadora: Independente        |

### Coletâneas
| Álbum                         | Detalhes                                                                                   |
| ----------------------------- | ------------------------------------------------------------------------------------------ |
| Valesca Popozuda (Remastered) | - Lançamento: 12 de julho de 2013 - Formatos: Download digital - Gravadora: Pardal Records |

## Singles

### Como artista principal
| Título                                                                      | Ano  | Álbum                         |
| --------------------------------------------------------------------------- | ---- | ----------------------------- |
| "Mama" (part. Mr. Catra)                                                    | 2012 | Não adicionado a nenhum álbum |
| "Beijinho no Ombro"                                                         | 2013 | Valesca Popozuda              |
| "Eu Sou a Diva que Você Quer Copiar"                                        | 2014 | Valesca Popozuda              |
| "Sou Dessas"                                                                | 2015 | Não adicionado a nenhum álbum |
| "Boy Magia"                                                                 | 2016 | Não adicionado a nenhum álbum |
| "Viado"                                                                     | 2016 | Não adicionado a nenhum álbum |
| "Pimenta"                                                                   | 2017 | Não adicionado a nenhum álbum |
| "Tô Solteira de Novo"                                                       | 2017 | Não adicionado a nenhum álbum |
| "Desce um Gin" (part. MC TH)                                                | 2018 | Não adicionado a nenhum álbum |
| "Meu Ex" (part. DJ JP, DJ Yago Gomes e DJ 900)                              | 2018 | Não adicionado a nenhum álbum |
| "Meu Ex (Remix)" (part. DJ JR do MD)                                        | 2018 |                               |
| "Festa na Baru"                                                             | 2019 | De Volta pra Gaiola           |
| "Vem Facin"                                                                 | 2019 | Carnavalesca                  |
| "Fada Madrinha"                                                             | 2019 | Não adicionado a nenhum álbum |
| "Me Come E Some" (Heavy Baile e Valesca Popozuda part. Leo Justi e Larinhx) | 2020 | Não adicionado a nenhum álbum |
| "Presentinho"                                                               | 2021 | Não adicionado a nenhum álbum |
| "PayPau" (com Rebecca)                                                      | 2021 | Não adicionado a nenhum álbum |
| "Calma Calma" (com DJ 2F e Mousik)                                          | 2022 | Não adicionado a nenhum álbum |
| "Faz Direito" (com WC no Beat e Tati Quebra Barraco)                        | 2022 | Não adicionado a nenhum álbum |
| "Entrega Tudo" (part. Os Hawaianos)                                         | 2022 | Não adicionado a nenhum álbum |
| "Popo Girando" (com Psirico e Mousik)                                       | 2023 |                               |
| "Popo Girando (Remix)" (com Psirico e Mousik)                               | 2023 |                               |
| "Mó Negoção" (com Kevin, o Chris e Mousik)                                  | 2023 |                               |
| "Eu Vou Pro Baile Tacar" (com Dennis)                                       | 2023 |                               |

### Como artista convidada
| Título | Ano  | Álbum                         |
| --- | ---- | ----------------------------- |
| "Ela Sorriu Pra Mim" (MC Rael part. Valesca Popozuda)                                                        | 2017 | Não adicionado a nenhum álbum |
| "Fodasticamente" (Wagner Simão part. Valesca Popozuda)                                                       | 2018 | Não adicionado a nenhum álbum |
| "Ragafunk" (DJ Marlboro part. Valesca Popozuda)                                                              | 2018 | Não adicionado a nenhum álbum |
| "Ex Mulher/Fiz Besteira Mais Uma Vez (MC Abalo e MC Reino part. Valesca Popozuda)                            |      | Não adicionado a nenhum álbum |
| "Minha Ex" (Tubarão part. Valesca Popozuda e DJ Tadeu)                                                       | 2019 | Não adicionado a nenhum álbum |
| "Minha Ex" (Heavy Baile part. Valesca Popozuda)                                                              | 2020 | Não adicionado a nenhum álbum |
| "Sentei Na Pica Do Meu Ex" (Mc Abalo, Kevin do Recife, Wallace e Preto & Bola part. Valesca Popozuda e GW    | 2020 | Não adicionado a nenhum álbum |
| "Amizade Colorida" (DJ Zullu part. Valesca Popozuda)                                                         | 2022 | Não adicionado a nenhum álbum |
| "Proibidona" (Gloria Groove part. Anitta e Valesca Popozuda)                                                 | 2023 | Futuro Fluxo                  |
| "Dança Da Motinha (Remake)" (99Moto part. Tati Quebra Barraco, Valesca Popozuda, MC Tchelinho e Heavy Baile) | 2023 | Não adicionado a nenhum álbum |
| "Pentada++" (Lia Clark part. Tati Quebra Barraco e Valesca Popozuda)                                         | 2023 | Lia Clark - The Álbum         |

### Singlespromocionais
| Título                                        | Ano  | Álbum                         |
| --------------------------------------------- | ---- | ----------------------------- |
| "Tá Pra Nascer o Homem que Vai Mandar Em Mim" | 2014 | Valesca Popozuda              |
| "Furduncin"                                   | 2019 | De Volta pra Gaiola           |
| "A Outra"                                     | 2022 | Não adicionado a nenhum álbum |

## Outras aparições
| Título                 | Ano  | Outro(s) artista(s)        | Álbum                                       |
| ---------------------- | ---- | -------------------------- | ------------------------------------------- |
| "Mamãe Eu Quero"       | 2014 | —                          | Pancadão das Marchinhas                     |
| "Maria Sapatão"        | 2014 | —                          | Pancadão das Marchinhas                     |
| "Juramento"            | 2014 | Sorriso Maroto e Mr. Catra | Sorriso Eu Gosto - Ao Vivo no Maracanãzinho |
| "Agora Eu Tô Solteira" | 2015 | —                          | Os Melhores Funks da Furacão 2000, Vol.1    |
| "Sou Dessas" (Remix)   | 2016 | Claudia Leitte             | Corazón                                     |

## Videoclipes
| Canção                                          | Ano  | Diretor(es)       | Notas                      |
| ----------------------------------------------- | ---- | ----------------- | -------------------------- |
| "Beijinho no Ombro"                             | 2013 | Map Style         |                            |
| "Eu Sou a Diva que Você Quer Copiar" (versão 1) | 2014 | Fernanda Weinfeld | Para a campanha do Veja    |
| "Eu Sou a Diva que Você Quer Copiar" (versão 2) | 2014 | Fred Ouro Preto   |                            |
| "Minha Poussey é o Poder"                       | 2015 | —                 | Para a campanha da Netflix |
| "Viado"                                         | 2016 | Isabelle Lopes    |                            |
| "Pimenta"                                       | 2017 | Alice Ventura     |                            |